# Мкуауа
Мкуавиника Мунигумба Муамуинга (Мтуа Мкуауа Муамника) (Mkwavinyika Munyigumba Mwamuyinga, Mtwa Mkwawa Mwamnyika) (1855 – 19 юли 1898) е един от най-почитаните вождове и обединител на племената хехе в южна Танзания. Остава в историята с името Мкуауа, кратката форма на Mkwavinyika, което означава, „Завоевател на много земи“. До 1898 г. той се превръща в безспорен лидер на хехе, които превръща в господстваща сила в региона, като с оръжие или дипломация успява да обедини много сродни племена и кланове под обща власт. Начело на племената дава най-сериозния отпор в Танганика на германските колонизатори и става важна фигура в историята на Танзания.

## Произход
Мкуауа е роден през 1855 г. в Лухота в семейството на племенния вожд Мунигумба, владетел на земи в областта Ухехе. Оттук минава пътят на арабските търговци на роби и много хора от племената са отвлечени и продадени в робство. Освен това територията е нападана често от нгоните, нахлуващи от днешен Мозамбик. Тези неблагоприятни условия помагат на Мунигумба да пристъпи към обединението на многобройните племена и кланове, обитаващи областта. Той изиграва сериозна роля в създаването на империята на хехе и успява да обедини повече от 100 клана в едно политически централизирано общество. Умира в Лунгемба, където е седалището му, през 1879 г.

## Завземане на властта
След смъртта си вождът оставя два варианта за наследяване на властта му. Според единия, традиционен за племената, трябва да бъде наследен от по-младия си брат Мухалуике, а вторият предвижда водачеството да бъде поделено между двамата му сина Мухенга и Мкуауа. Волята на вожда обаче не може да бъде изпълнена, заради действията на неговия зет Муамубамбе, който е подчинен владетел от племето нямнези и е женен за една от дъщерите му. Той успява да извърши преврат, като убива Мухалуике и Мухенга, по-големия син на владетеля и узурпира властта. Единственият оцелял претендент за трона Мкуауа, едва 24-годишен, успява да избяга на север в Угого, а майка му, заплашена от узурпатора, се хвърля от моста на река Руаха в местността Киконгома и се удавя.
Племената не са доволни от управлението на Муамубамбе и постепенно много во̀йни се присъединяват към законния наследник. Между 1979 и 1981 г. Мкуауа успява да събере достатъчно мъже около себе си, организира бунт и напада Муамубамбе. Битката се състои в местността Лундаматуе, чието наименование означава „Мястото, където са струпани много глави“. Тук узурпаторът губи около 1000 мъже и е убит в момент, когато бяга от бойното поле. След тази победа Мкуауа провежда военна кампания по местата, където са водени битки под ръководството на сваления владетел. Те следват една след друга с голям успех за новия вожд. Мкуауа установява столицата си в град Каленга, на 15 km западно от днешния град Иринга.

## Възход на хехе
Постепенно с много усилия, дипломатически и силови, Мкуауа успява да присъедини към обединените племена още около 100 клана и малки племенни групи. Възприемайки военната тактика и стратегията на милитаристично настроените нгони, част от зулуските племена, той ги доразвива и усъвършенства. По този начин успява да създаде стройна военна дисциплина и подготовка на своите войни. Така хехе стават доминираща военна сила в района на южна Танзания. Една от първите победи, които печели е успехът срещу настъпващите от север войнствени масаи. Войските на Мкуауа успяват да прекъснат напредването им на юг и да не ги допуснат на собствената си земя. Успяват да се преборят и с арабските търговци на роби и слонова кост. Народът на Мкуауа повече не е продаван в робство, а търговията със слонова кост преминава изцяло в ръцете на хехе.
След като се справя с вражеските племена и арабските търговци, владетелят започва да разширява земите на хехе във всички възможни посоки. Отношението към хората в завладените територии не се различава от това към собствените му съплеменници. Затова много от жените на покорените племена сключват бракове с мъже хехе и заедно с децата си са приети като равностойни членове на обществото. Благодарение на това отношение към хора от други племенни групи, притокът на миграционни потоци към земите на хехе нараства. Всичко това довежда до сериозно увеличение на населението на обединените племена.

## Начало на германската колонизация
След колонизирането на крайбрежието на Танганика немците разширяват инвазията си към вътрешността на континента. По това време Мкуауа владее вече огромни територии. Виждайки опасността, вождът се опитва да постигне някакви положителни договорености с нашествениците, изпращайки делегация за преговори. Членовете ѝ обаче са обезглавени от германците и с това всякакви следващи преговори са прекъснати. Започва времето, в което Мкуауа и неговите войни се подготвят за въоръжена борба.
Главният град на хехе, където се намира и седалището на Мкуауа, е Каленга. През 1887 г., когато става ясно, че не може да се постигнат мирни отношения с германците, хехе започват да изграждат отбранителна стена около града с дължина 13 km и височина 4 m. (по други данни 12 m.) Построяват я за 4 години. През 1890 г. на 15 km източно от Каленга немците изграждат град Иринга, като укрепено селище срещу нападенията на племената и главна квартира за борбата срещу тях. На 1 април 1891 г. германското правителство поема прекия контрол върху Ухехе, земите на племената хехе, които официално са присъединени към Германска Източна Африка. Във всички заети територии новите господари започват да прилагат властта си чрез разгръщане на терор. Безброй африканци, които са приети за виновни заради съпротива са убити без процес, или са предадени на палача след осъдителна присъда.

## Борба срещу окупаторите
На един от хълмовете на изток от новопостроения град Иринга се намира огромната гранитна скала Гангилонга, чието име на езика на племената хехе означава „Говорещият камък“. Там Мкуауа събира ръководителите на всички племена в състава на хехе, за да организира съпротивата срещу окупаторите.
През юли 1891 г. на комисар Емил фон Зелевски, заемащ Иринга с експедиционния си корпус, е наредено да нападне хехе. Корпусът се състои от 320 аскари (наети африкански войници) и 170 носача, също от африкански произход. Въоръжени са с пушки, няколко картечници и полеви оръдия. С тази сила Фон Зелевски навлиза самоуверено в земите на хехе, без да вземе никакви защитни мерки. Изгаря няколко малки селца и разстрелва тримата пратеници, пристигнали от страна на Мкуауа за преговори. Продължавайки кампанията си, Зелевски и хората му преминават през груб планински район, движейки се по тесни пътеки, осеяни със скали и камъни. На 17 август в местността Лугало германците попадат на засада, организирана от Мкуауа с 3000 бойци. Битката трае само 10 – 15 минути и поражението на немците е пълно, въпреки голямата разлика във въоръжението. Хехе разполагат само с няколко пушки и се бият главно с копия, защото бързо се стига до ръкопашен бой. Загиват почти всички немски войници и около 260 от хората на Мкуауа. Фон Зелевски е един от първите, загубили живота си в тази битка.
Шокирани от загубата и желаещи отмъщение, германците веднага изпращат в Иринга нови войски, начело с капитан Томас фон Принс. През 1892 г. той провежда серия от нападения срещу хехе, на които Мкуауа отвръща като унищожава немския гарнизон в Кондоа. Следващата тактика, която германците прилагат е политиката на изолация спрямо хехе. Съюзяват се с враждебни на тях племена и бавно затварят кръга около Ухехе.
На 26 октомври 1894 г. провеждат нова атака срещу хехе. Силите им, които се състоят от 609 аскари, три картечници и няколко оръдия, се отправят към Каленга. На 30 октомври започва нападението над града с предварителна двудневна бомбардировка от близкия хълм. Сега на този хълм се намира село с името Тосамаганга, което означава „Хвърляне на камъни“. След това щурмуват и завземат Каленга. Малко преди това Мкуауа натоварва 400 носача със слонова кост, която е изнесена от зоната на бойните действия. След завземането на града, германците намират голямо количество амуниции, с които го изравняват със земята.

## Смъртта на Мкуауа
Мкуауа успява да избяга от завзетия град и организира и оглавява партизанска война срещу колонизаторите, която продължава 4 години, но без особен успех. Войните успяват да постигнат някои дребни победи и да унищожат 13 души от гарнизона в Мтанди. Во̀йните на хехе са поддържани и пряко подпомагани с храна и оръжия от цялото население в областта Ухехе. През 1898 г. немският регионален управител предлага внушителна парична награда за главата на Мкуауа, но нито един хехе не е съблазнен от голямата сума.
На 19 юни 1898 г. в местността Мламбаласи, близо до гр. Иринга, вождът, заедно с един бодигард, е обсаден от немците. Тъй като е невъзможно да се отбранява и осъзнава, че ще бъде пленен, Мкуауа запалва голям огън, застрелва бодигарда си, а след това и себе си. Прави го така, че тялото му да падне в огъня, за да попречи на германците да го пленят дори след смъртта. Немците, пристигайки на мястото, произвеждат още един изстрел в главата му. След това я отрязват от обгорялото тяло и първо я излагат в къщата на фон Принс, а по-късно я изпращат в Берлин. Обезглавените останки са предадени на семейството му и са погребани в Мламбаласи, на лобното му място. По късно черепът му е преместен в Бременския антропологичен музей, където остава до 1954 г. Тогава е върнат обратно в Танганика и предаден на внука му Адам Сапи, който по-късно става първият говорител на свободна Танганика. Сега черепът се намира в малък музей, изграден край възстановеното село Каленга. Със смъртта на Мкуауа приключва и въоръжената борба на племената хехе срещу немските окупатори.